# Ладислав Новак
Ладислав Новак (чеськ. Ladislav Novák, 5 грудня 1931, Лоуни — 21 березня 2011, Остршедек) — чехословацький футболіст, що грав на позиції захисника. Виступав за клуби «Дукла» (Прага) та «ЛІАЗ Яблонець», вигравши з першою низку національних трофеїв, а також національну збірну Чехословаччини, у складі якої був учасником трьох чемпіонатів світу (в тому числі срібним призером турніру 1962 року) та бронзовим призером чемпіонату Європи 1960 року.
По завершенні ігрової кар'єри — тренер. Працював з рядом чехословацьких та бельгійських клубів.

## Клубна кар'єра
Народився 5 грудня 1931 року в місті Лоуни. Там же розпочав займатись футболом, а 1950 року потрапив в академію «Техномата» (Тепліце).
У дорослому футболі дебютував 1952 року виступами за команду АТК (Прага), яка з 1956 року отримала назву «Дукла» (Прага). У цій армійській команді Новак провів чотирнадцять сезонів і ставав восьмиразовим чемпіоном країни і двічі вигравав національний кубок.
Завершив професійну ігрову кар'єру у клубі «ЛІАЗ Яблонець», за який виступав протягом 1966—1968 років.

## Виступи за збірну
14 вересня 1952 року дебютував в офіційних іграх у складі національної збірної Чехословаччини в матчі з Польщею. 
У складі збірної був учасником чемпіонату світу 1954 року у Швейцарії, чемпіонату світу 1958 року у Швеції, чемпіонату Європи 1960 року у Франції, на якому команда здобула бронзові нагороди, та чемпіонату світу 1962 року у Чилі, де разом з командою здобув «срібло».
Всього протягом кар'єри у національній команді, яка тривала 15 років, провів у її формі 75 матчів, забивши 1 гол. При цьому у 71 з цих матчів був капітаном команди, що і досі є рекордом для збірної Чехословаччини, а потім і Чехії.

## Кар'єра тренера
По завершенні кар'єри гравця, 1968 року, Ладислав залишився у клубі «ЛІАЗ Яблонець» і був там головним тренером з перервами до 1974 року. Під час перерви недовго очолював збірну Чехословаччини, працюючи в тандемі із Ладиславом Качані.
1974 року Новак вирушив до Бельгії, де очолював клуби «Локерен», «Антверпен» та «Беєрсхот», після чого повернувся на батьківщину, де протягом 5 років, починаючи з 1980 року, був головним тренером команди «Дукла» (Прага). В цей період команда так само як і за часів виступів Новака у клубі була одним з лідерів країни, здобувши одне чемпіонство і три Кубка Чехословаччини.
1986 року був запрошений керівництвом бельгійського клубу «Беверен» очолити його команду, з якою пропрацював до 1988 року, а останнім місцем тренерської роботи Новака став інший місцевий клуб «Моленбек», головним тренером команди якого Ладислав був протягом 1991 року.
Помер 21 березня 2011 року на 80-му році життя у місті Остршедек.

## Титули і досягнення

### Як гравця
- Чемпіон Чехословаччини (8):

«Дукла» (Прага): 1953, 1956, 1957–58, 1960–61, 1961–62, 1962–63, 1963–64, 1965–66
- Володар Кубка Чехословаччини (3):

«Дукла» (Прага): 1961, 1965, 1966
- Віце-чемпіон світу: 1962

### Як тренера
- Чемпіон Чехословаччини (1):

«Дукла» (Прага): 1981–82
- Володар Кубка Чехословаччини (3):

«Дукла» (Прага): 1981, 1983, 1985